# Zbigniew Brzezinski
Zbigniew Kazimierz Brzezinski (Varsovia, 28 de marzo de 1928-Falls Church, Virginia; 26 de mayo de 2017) fue un politólogo estadounidense de origen polaco. Fue consejero de Seguridad Nacional del gobierno del presidente de Estados Unidos Jimmy Carter (1977-1981).

## Primeros años
Nació en Varsovia, Polonia. Su padre, Tadeusz Brzeziński, era diplomático y estuvo destinado en Alemania entre 1931 y 1935, siendo testigo del ascenso de los nazis, y en la Unión Soviética entre 1935 y 1938. Al producirse la invasión de Polonia en 1939, primero por la Alemania nazi y luego por la URSS, la familia se encontraba en Canadá y no pudo volver. Zbigniew Brzezinski cursó el bachiller en Montreal y se graduó por la Universidad McGill.
En 1953 se doctoró en Ciencias Políticas por la Universidad de Harvard, con una tesis sobre la Unión Soviética y la relación entre la Revolución de Octubre, el estado de Lenin, y las políticas de Stalin. Empezó a trabajar como profesor en Harvard, y se mostró crítico con la política del rollback de la Administración Eisenhower, que buscaba provocar el retroceso de la URSS hasta sus "auténticas" fronteras. Creía que los europeos del Este podían hacer frente de forma gradual a la dominación soviética. Volvió a Polonia por primera vez en 1957, y se reafirmó en su idea de que existían fuertes divisiones dentro del bloque de países del Este.
En 1958 obtuvo la ciudadanía estadounidense, y se trasladó a Nueva York para ejercer de profesor de asuntos soviéticos en la Universidad de Columbia. Se integró en el Council on Foreign Relations (CFR), y en 1960 fue fichado como consultor de política exterior por la campaña presidencial del senador John F. Kennedy. Aconsejó una política no-antagonista hacia los estados no soviéticos de Europa del Este, para desengañarlos de sus miedos a una Alemania agresiva, y rebajar el miedo de los europeos occidentales. También prestaría consejo a la campaña electoral del presidente Lyndon Johnson en 1964.

## Departamento de Estado y Comisión Trilateral
Se convirtió en un gran defensor de la guerra de Vietnam, y en 1966 entró a formar parte del Consejo de Planificación Política del Departamento de Estado. Fue uno de los redactores del discurso "construcción de puentes" pronunciado por el presidente Lyndon Johnson el 7 de octubre de 1966. Más tarde defendió revertir la escalada en la guerra, pero se mantuvo crítico contra la llamada Nueva Izquierda.
Tras asesorar al vicepresidente Hubert Humphrey en las elecciones presidenciales de 1968, el nombre de Zbigniew Brzezinski comenzó a atraer la atención de los políticos y los medios cuando, a principios de los 70, advirtió en un artículo en la revista Foreign Affairs de los riesgos del declive del poder imperial norteamericano y una recomposición de hegemonías planetarias a las que debía corresponder una nueva política de Washington. Fue contratado por el banquero David Rockefeller para ayudarle a crear una organización que fomentara la cooperación entre EE. UU., Europa, y Japón: la Comisión Trilateral, de la que Brzezinski sería su primer director.

## Consejero de Seguridad Nacional (1977-1981)
A finales de 1975, la Comisión Trilateral se lo recomendó al entonces gobernador Jimmy Carter para asesorar a su campaña presidencial en política exterior. Tras la victoria electoral, el presidente Carter lo nombró su Consejero de Seguridad Nacional. El primer objetivo de la nueva estrategia de Seguridad Nacional sería sustituir la sobredependencia hacia la distensión con la URSS, por un enfoque basado más en los derechos humanos, el compromiso pacífico con los Estados no soviéticos de Europa Oriental, y el apoyo a los disidentes soviéticos.
Brzezinski chocó desde el principio con el secretario de Estado Cyrus Vance, representando los papeles contrapuestos del halcón (Brzezinski) y la paloma (Vance). Mientras Vance abogaba por continuar con la combinación de distensión y contención aplicada por las Administraciones de Nixon y Ford, Brzezinski tenía la firme creencia de que la distensión había envalentonado a los soviéticos en Angola y el Medio Oriente, y quería presionar más con el arma de los derechos humanos. Mientras Vance estaba obsesionado con el control de armas, y por sacar adelante cuanto antes los acuerdos sobre limitación de armas estratégicas, Brzezinski defendía condicionar las conversaciones a mayores concesiones soviéticas en el terreno de los derechos humanos.
Influido por su experiencia vital, Brzezinski concentró gran parte de sus esfuerzos en apoyar a los disidentes de estados como Alemania Oriental. Presionó, en contra de las recomendaciones del Departamento de Estado, para que el primer viaje del presidente Carter fuera a Polonia, y se reconociera a la Iglesia católica polaca como interlocutora legítima con la oposición anticomunista. También ayudó a extender el área de emisión de Radio Free Europa, lo que despertó el malestar de los aliados europeos que lo consideraron una provocación innecesaria contra la URSS.
Brzezinski trató de articular un plan de juego revolucionario conocido como binomio repliegue-intervención. Vislumbraba una redistribución estratégica global, la configuración de una OTAN fortalecida en una red de fuerzas de acoso a la Unión Soviética. El repliegue de Europa tenía un lugar táctico en sus planes. Abogaba por un repliegue y una redistribución de los contingentes militares estacionados fuera de EE. UU., para desplegarlos así en una fuerza de intervención rápida en el golfo Pérsico o en América Central, lugares en los que la influencia soviética se estaba haciendo sentir.
Al mismo tiempo, en tierras europeas, aceptaba una cierta neutralidad en la Europa Central, pero necesitaba un bastión fortificado en España[cita requerida], de ahí la necesidad de acelerar su proceso de integración en los organismos trasatlánticos, y un mayor compromiso de Francia. Pensaba en un bastión defensivo Londres-París-Madrid. En términos económicos y comerciales, defendía mayor articulación con el Pacífico que con el Atlántico, y la concepción de "Ameripón", un núcleo bilateral con la proyección tecnológica y estratégica de Japón.

## Intervención soviética en Afganistán (1979)
A finales de diciembre de 1979, el Ejército soviético entró en Afganistán con 110 000 soldados, después que la Unión Soviética aceptara la petición del PDP (Partido Democrático Popular) de Afganistán, de que interviniera en su ayuda, pues la movilización de combatientes muyahidines provenientes de Pakistán, Arabia Saudí, Argelia e incluso Irán, financiados, armados y entrenados por la CIA, amenazaba la estabilidad y viabilidad del gobierno de Afganistán, lo que también amenazaba directamente la frontera sur de la Unión Soviética. 
El presidente Carter suspendió sus vacaciones navideñas y volvió a Washington para mantener consultas urgentes con sus colaboradores. Brzezinski recomendó a Carter que pidiese al Senado que postergara el estudio del tratado SALT II, cancelara la venta de cereales a la URSS, suspendiera los privilegios pesqueros de los barcos soviéticos, y congelara los intercambios económicos y culturales.
Apoyó la venta de armamento moderno a Pakistán, y aseguró el acuerdo con Arabia Saudí para financiar operaciones de ayuda encubierta a los muyahidines afganos. Cabe resaltar que la intervención de los muyahidines, financiados desde Arabia Saudí por Osama Bin Laden, a título personal, y la CIA y entrenados por esta última, comenzó bastante antes de la intervención soviética. Así, en 1975 la CIA había participado en un primer intento de guerra civil que resultó en un total fracaso y el 3 de julio de 1978, bajo supervisión del Consejo de Seguridad Nacional de Brzezinski, se había firmado directiva sobre la asistencia clandestina a los opositores del régimen izquierdista de Kabul, que dio inicio a la llamada Operación Ciclón. Sin embargo, hay que subrayar que incluso la CIA había reconocido el carácter popular y autónomo del PDP y nunca consideró al PDP como “agente de Moscú”.

## Revolución en Irán (1979-1980)
Ante la inminente revolución iraní, dentro de la Administración Carter, Zbigniew Brzezinski fue el máximo valedor de la estrategia de apoyar hasta el último momento al ya debilitado sah de Persia. Llegó a sugerir una intervención armada de EE. UU. para mantenerlo en el poder. Una vez consumada su caída, la estrategia de contraataque se basaría en presionar a Saddam Hussein a atacar a Irán. 
En la primavera de 1980, Brzezinski indicó que Washington estaba dispuesto a cooperar con Saddam. Le aseguró que EE. UU. no se opondría si se apoderaba del suroeste de Irán. También convenció a los Gobiernos amigos de Kuwait y Egipto para que aconsejaran a Irak que atacase Irán. 
Para Brzezinski, los acontecimientos confirmaban una correlación de fuerzas mundiales, y obligaban a EE. UU. a involucrarse en una guerra encubierta de proporciones multicontinentales contra la infiltración soviética en Oriente Medio y América Central.

## Últimos años
Zbigniew Brzezinski fue miembro de la junta directiva de Consejo de Relaciones Exteriores, Consejo Atlántico, National Endowment for Democracy y Center for Strategic and International Studies. Fue también profesor en la Paul H. Nitze School of Advanced International Studies de la Universidad Johns Hopkins.
Su hijo Mark Brzezinski es un abogado que trabajó en el Consejo de Seguridad Nacional durante la Administración Clinton, y ha integrado el equipo de asesores en política exterior de la campaña presidencial del senador Barack Obama. Su otro hijo, Ian Brzezinski, ha asesorado a la campaña presidencial del senador John McCain.
En los últimos años de su vida, Brzezinski se desempeñó como profesor de política exterior estadounidense en la Escuela Superior de Estudios Superiores Avanzados, y es un erudito en el Centro de Estudios Estratégicos e Internacionales de la Universidad Johns Hopkins.
En 2012, ha publicado su último libro, "La visión estratégica", en el que habla sobre las perspectivas estratégicas del mundo en el siglo XXI.

## Fallecimiento
Zbigniew Brzezinski, asesor de Seguridad Nacional del expresidente de Estados Unidos Jimmy Carter (1976-1981), falleció en el Hospital Inova Fairfax en Falls Church, Virginia, en la madrugada del 26 de mayo de 2017, a los 89 años.

## Obra

### Publicaciones principales (en inglés)
- The Permanent Purge: Politics in Soviet Totalitarianism, Cambridge: Harvard University Press (1956)[5]
- Soviet Bloc: Unity and Conflict, New York: Praeger (1961), ISBN 0-674-82545-4[6]
- Between Two Ages : America's Role in the Technetronic Era, New York: Viking Press (1970), ISBN 0-313-23498-1[7]
- Power and Principle: Memoirs of the National Security Adviser, 1977-1981, New York: Farrar, Strauss, Giroux (March 1983), ISBN 0-374-23663-1
- Game Plan: A Geostrategic Framework for the Conduct of the U.S.-Soviet Contest, Boston: Atlantic Monthly Press (June 1986), ISBN 0-87113-084-X
- Grand Failure: The Birth and Death of Communism in the Twentieth Century, New York: Charles Scribner's Sons (1989), ISBN 0-02-030730-6
- Out of Control: Global Turmoil on the Eve of the 21st Century, New York: Collier (1993), ISBN 0-684-82636-4[8]
- The Grand Chessboard: American Primacy and Its Geostrategic Imperatives, New York: Basic Books (October 1997), ISBN 0-465-02726-1, traducido y publicado en 19 idiomas[9][10][11][12]
- The Choice: Global Domination or Global Leadership, Basic Books (March 2004), ISBN 0-465-00800-3
- Second Chance: Three Presidents and the Crisis of American Superpower , Basic Books (March 2007), ISBN 0-465-00252-8
- America and the World: Conversations on the Future of American Foreign Policy. Basic Books. 2008. ISBN 978-0-465-01501-6.[13]
- Strategic Vision: America and the Crisis of Global Power. Basic Books. 2012. ISBN 978-0-465-02954-9.[14][15]

### Otros libros y monografías (en inglés)
- Russo-Soviet Nationalism, M. A. Thesis, McGill University (1950)
- Political Control in the Soviet Army: A Study on Reports by Former Soviet Officers, New York, Research Program on the U.S.S.R (1954)
- with Carl J. Friedrich, Totalitarian Dictatorship and Autocracy, Cambridge: Harvard University Press (1956)[16]
- Ideology and Power in Soviet Politics, New York: Praeger (1962)
- with Samuel Huntington, Political Power: USA/USSR, New York: Viking Press (April 1963), ISBN 0-670-56318-8
- Alternative to Partition: For a Broader Conception of America's Role in Europe, Atlantic Policy Studies, New York: McGraw-Hill (1965)
- The Implications of Change for United States Foreign Policy, Department of State (1967)
- International Politics in the Technetronic Era, Sofia University Press (1971)
- The Fragile Blossom: Crisis and Change in Japan, New York: Harper and Row (1972), ISBN 0-06-010468-6
- with P. Edward Haley, American Security in an Interdependent World, Rowman & Littlefield (September 1988), ISBN 0-8191-7084-4
- with Marin Strmecki, In Quest of National Security, Boulder: Westview Press (September 1988), ISBN 0-8133-0575-6
- The Soviet Political System: Transformation or Degeneration, Irvington Publishers (August 1993), ISBN 0-8290-3572-9
- with Paige Sullivan, Russia and the Commonwealth of Independent States: Documents, Data, and Analysis, Armonk: M. E. Sharpe (1996), ISBN 1-56324-637-6
- The Geostrategic Triad: Living with China, Europe, and Russia, Center for Strategic & International Studies (December 2000), ISBN 0-89206-384-X

### Ensayos selectos y reportes (en inglés)
- with David Owen, Michael Stewart, Carol Hansen, and Saburo Okita, Democracy Must Work: A Trilateral Agenda for the Decade, Trilateral Commission (June 1984), ISBN 0-8147-6161-5
- with Brent Scowcroft and Richard W. Murphy, Differentiated Containment: U.S. Policy Toward Iran and Iraq, Council on Foreign Relations Press (July 1997), ISBN 0-87609-202-4
- A geostrategy for Eurasia, September/October 1997 Foreign Affairs
- Russia Would Gain by Losing Chechnya The New York Times (November 1999)
- U.S. Policy Toward Northeastern Europe: Report of an Independent Task Force, Council on Foreign Relations Press (July 1999), ISBN 0-87609-259-8
- with Anthony Lake, F. Gregory, and III Gause, The United States and the Persian Gulf, Council on Foreign Relations Press (December 2001), ISBN 0-87609-291-1
- with Robert M. Gates, Iran: Time for a New Approach, Council on Foreign Relations Press (February 2003), ISBN 0-87609-345-4
- Balancing the East, Upgrading the West; U.S. Grand Strategy in an Age of Upheaval, January/February 2012 Foreign Affairs

### Nota
1. ↑  pronunciación en polaco: /ˈzbʲiɡɲɛf kaˈʑimʲɛʂ bʐɛˈʑiɲskʲi/. Aproximado a /zbígñef kayímiesh bsheyínski/ en fonética española